# Mammillaria viescensis
Mammillaria viescensis là một loài thực vật có hoa trong họ Cactaceae. Loài này được Rogoz. & Appenz. mô tả khoa học đầu tiên năm 1989.